# La Lluna (tarot)

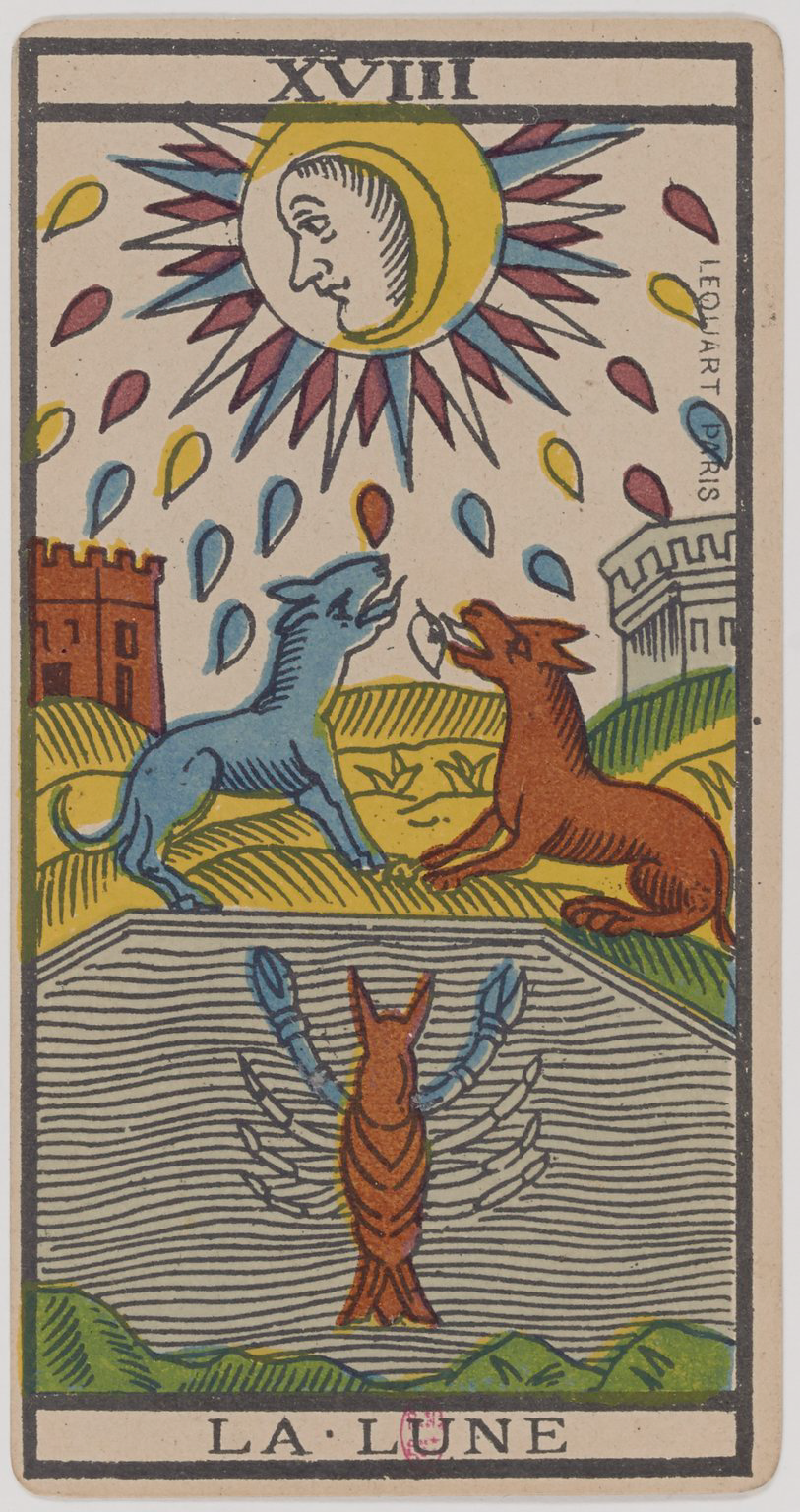
La Lluna, divuitè arcà major del tarot. Representació del Tarot de Marsella

La Lluna (XVIII) és el divuitè trumfo o Arcà Major en les baralles de tarot i s'utilitza tant per als jocs populars de tarot com en la cartomància.

## Descripció
La carta mostra una escena nocturna amb dues grans torresde fons. Al centre, dos gossos de colors diferents udolen a la lluna que omple tot el cel i deixa caure la seva influència, en forma de gotes de colors, sobre la terra. on es mostren dos grans pilars. De les negres profunditats de la bassa que hi ha en primer pla surt un cranc, que també mira a la lluna. Aquesta es troba plena i creixent al mateix temps i mostra un rostre humà. Un fet curiós sobre les gotes que desprèn la lluna és que també apareixen a l'arcà El Sol, però mentre que les de la lluna tenen la punta cap al terra, les del sol la tenen cap amunt.
En molts dissenys del Tarot, especialment en els anteriors al Tarot de Marsella (com el de la baralla de Carles VI), aquest arcà està representat amb dos astròlegs fen càlculs sota una lluna decreixent. Els abundants elements del patró de Marsella (els gossos, el cranc, l'estanc, les torres) no hi apareixen, i la lluna només ofereix un pla.
És un dels pocs arcans que no té cap figura humana o humanoid, fet que reforça el seu simbolisme animal i primari. A més, sovint s'associa la lluna amb la deitat o l'energia femenina, de manera que aquest seria l'arcà on es manifestaria amb més força.
Segons Couste, el més important d'aquest arcà és que està emparentat, com cap altre, amb el plànol iniciàtic de la via humida de la tradició hermètica. És per això que Oswald Wirth l'associa amb la intuïció i la imaginació.

## Interpretació
Jodorowsky fa notar que a Lluna, com el Sol, apareix representada amb rostre humà, però aquesta no mira de front sino de perfil. Està en formació, una part d’ella roman invisible simbolitzant el misteri de l’ànima, el procés secret de la gestació i tot el que es troba ocult. El seu rostre, a més, és ancià, impregnat d’una saviesa antiga que emana a través de les gotes que desprèn.  
Segons La clau pictòrica del tarot d'Arthur Edward Waite "La carta representa la vida de la imaginació a part de la vida de l'esperit (...) El gos i el llop són els temors de la ment natural en presència d'aquest lloc de sortida, quan hi ha només la llum reflectida per guiar-la (...) La llum intel·lectual és un reflex i, més enllà, hi ha el misteri desconegut que no pot revelar ". A més, "Il·lumina la nostra naturalesa animal" i, segons Waite, el missatge és "Pau, estigueu quiets; i pot ser que arribi la calma a la naturalesa animal, mentre que l'abisme inferior deixi de renunciar a una forma".
Waite escriu que la carta de la Lluna té diverses associacions divinatòries: enemics ocults, perill, calúmnia, foscor, terror, engany, forces ocultes, error. Per altra banda, si apareix invertida, pot parlar d'inestabilitat, inconstància, silenci, menors graus d’engany i error.
| Precedit per: L'Estrella (XVII) | Arcans majors del Tarot | Succeït per: El Sol (XVIIII) |

La Lluna (XVIII)
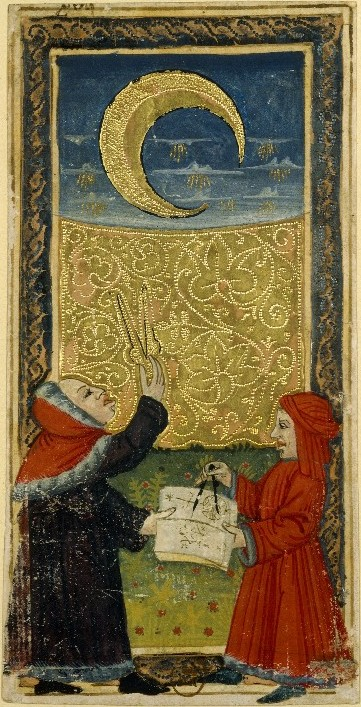
Baralla de Carles VI, segle XV.
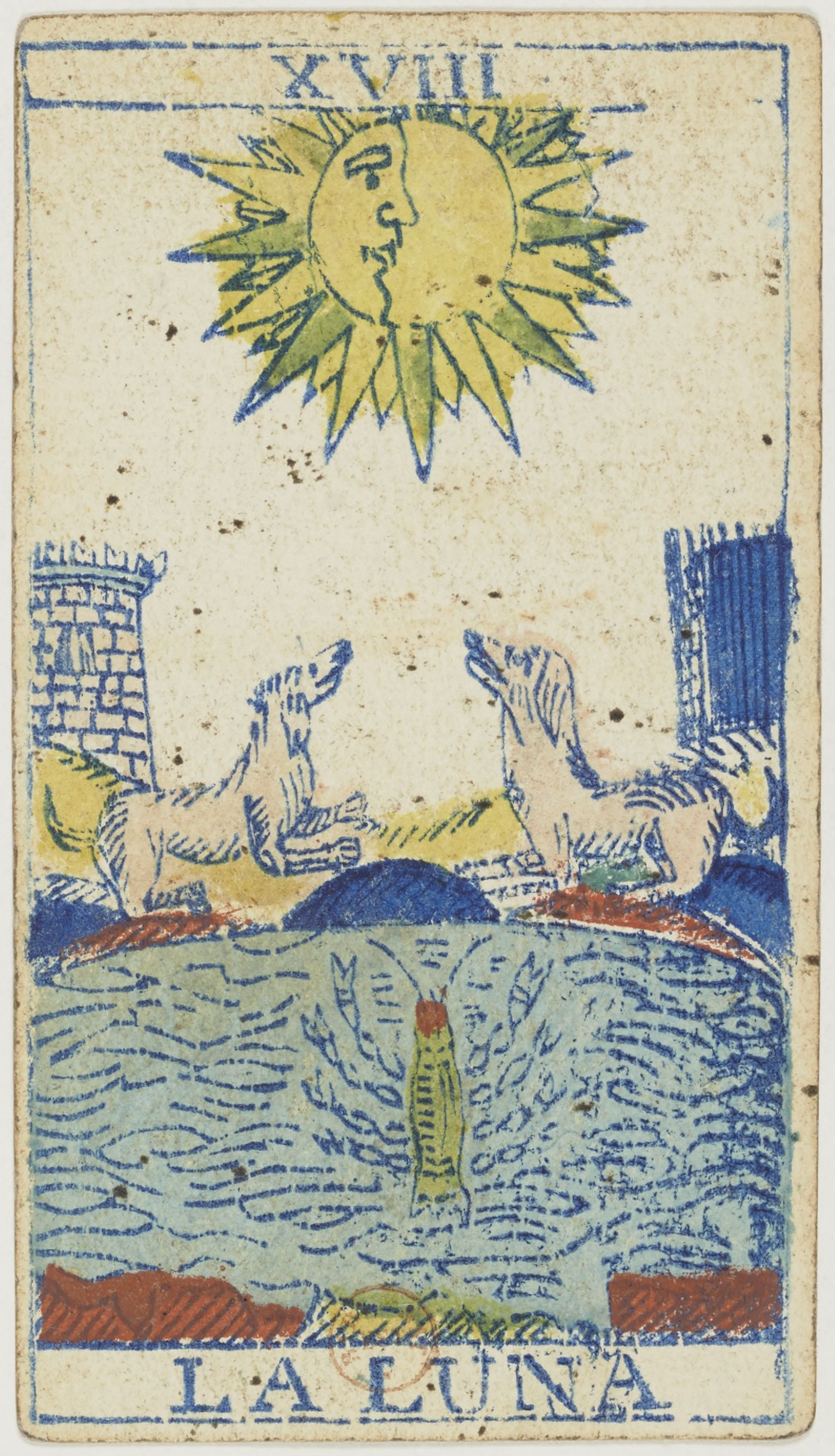
Tarot Piemontès, 1865.
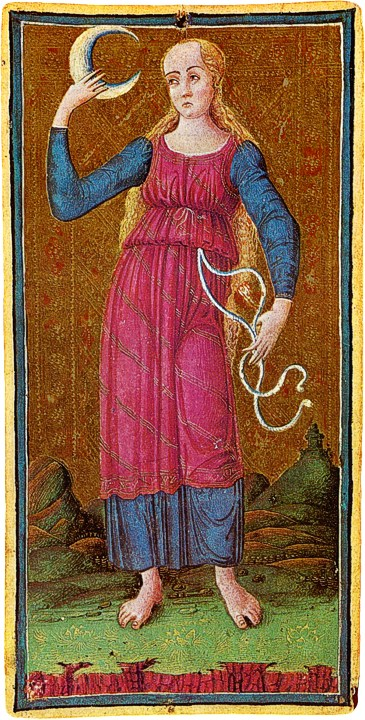
Tarot Visconti-Sforza, entre 1440 i 1470.
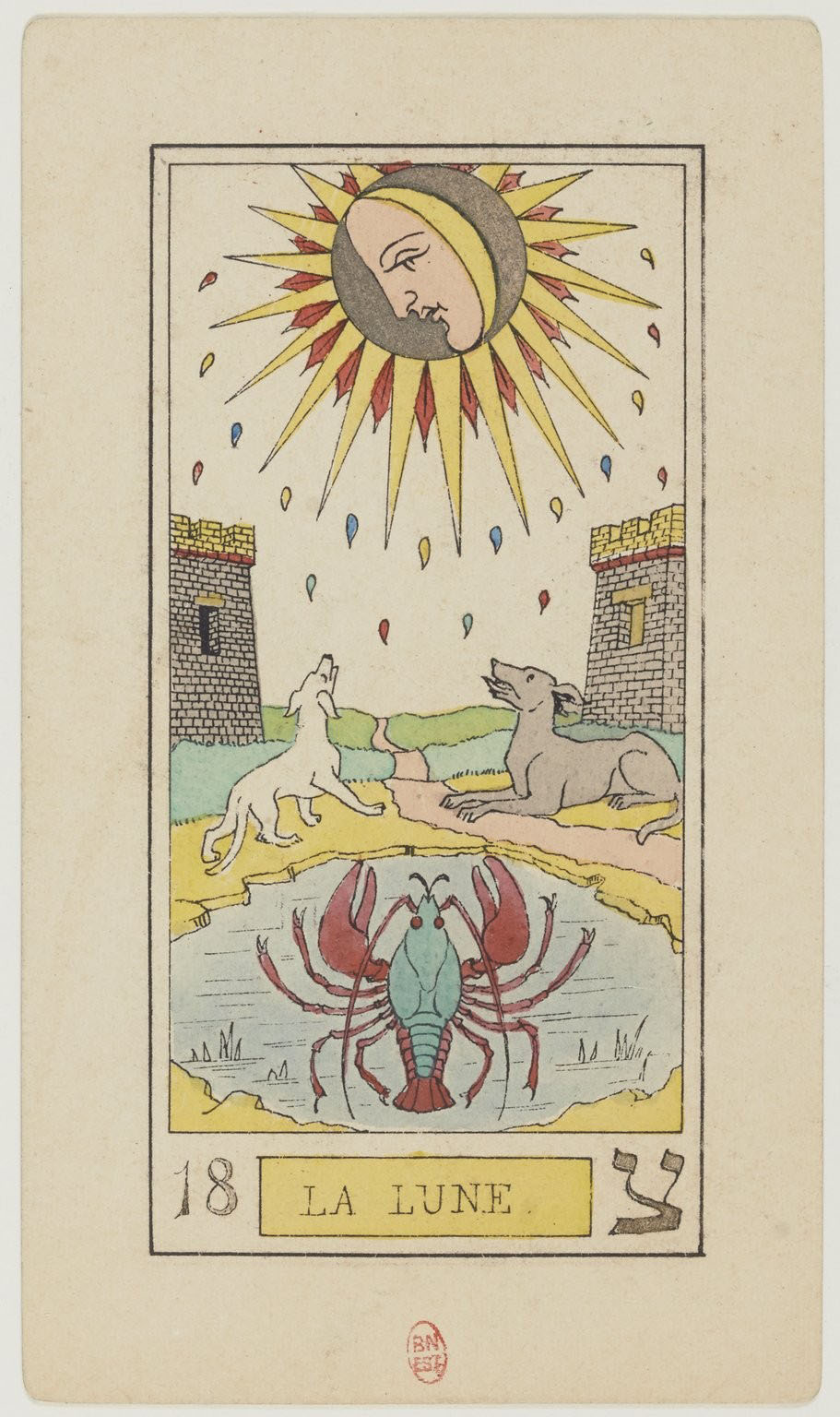
Tarot d'Oswald Wirth, 1889.
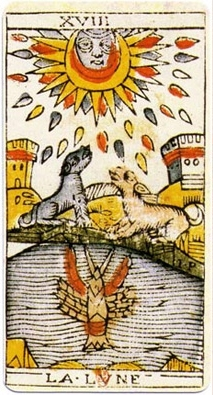
Tarot de Jean Dodal, entre 1701 i 1715.
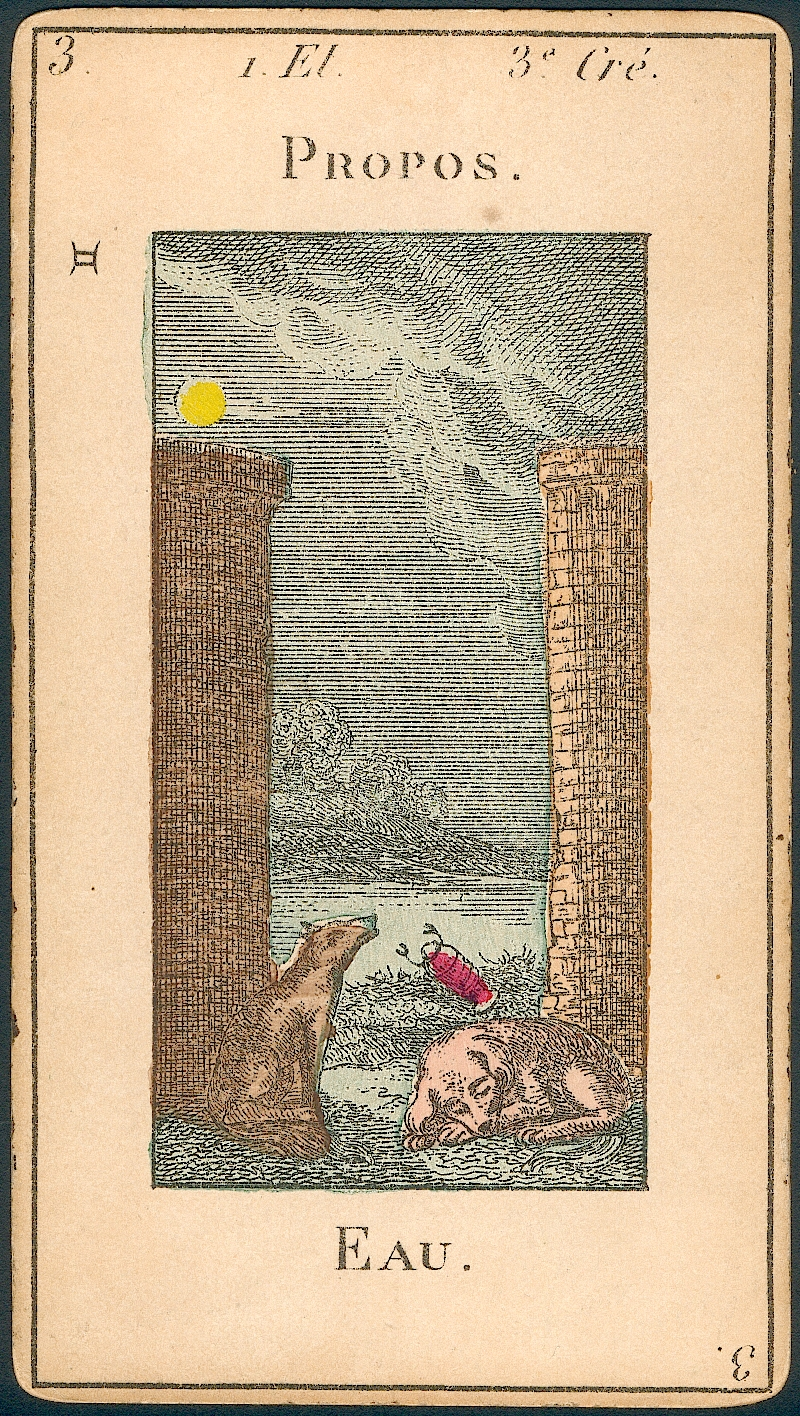
Tarot d'Etteilla, cap a 1890.
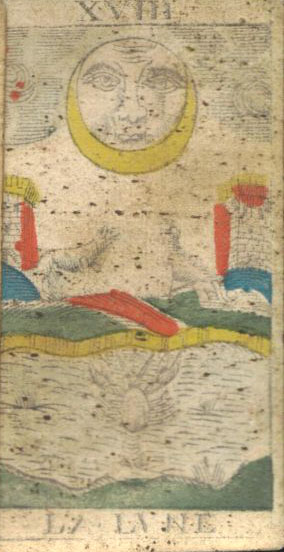
Tarot de Besançon, cap a 1820 –1830.
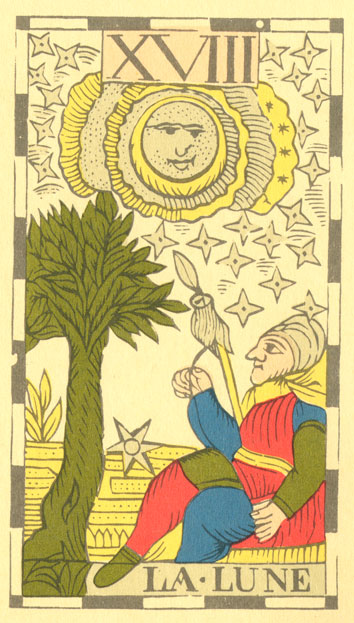
Tarot Flamand, 1780
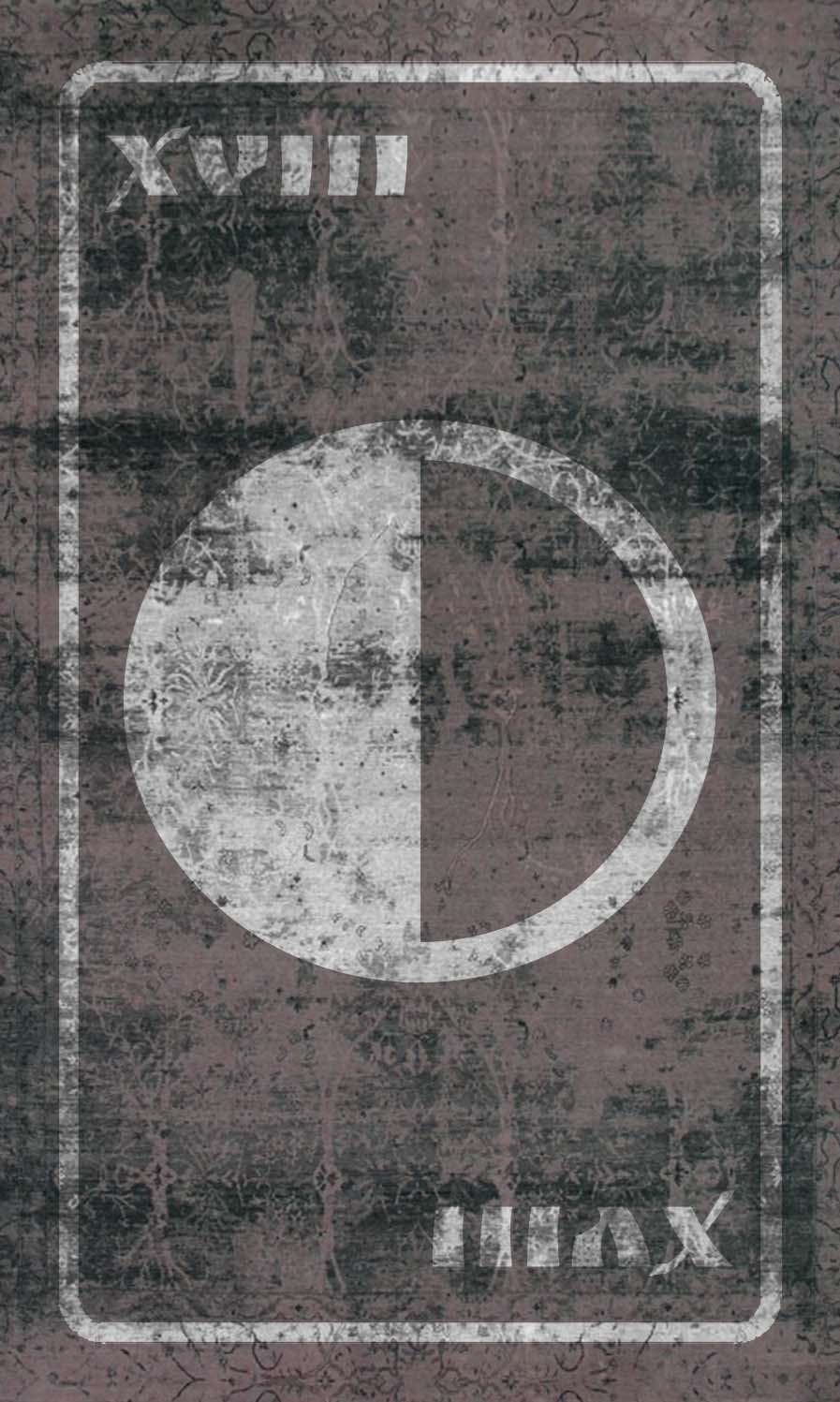
Tarot Satànic, 1996.
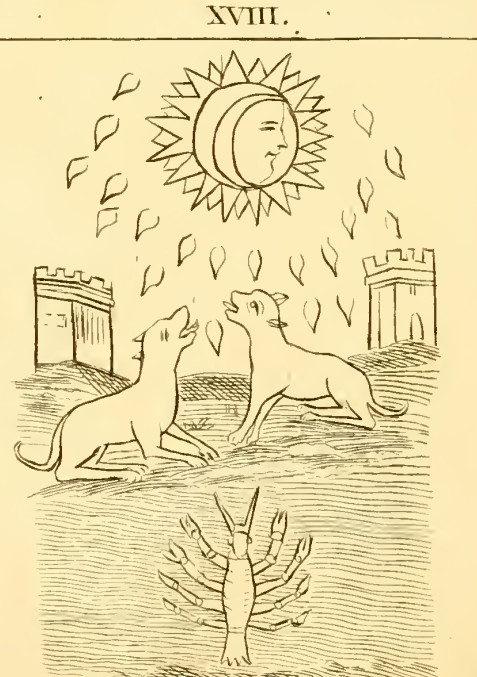
Disseny del trumfo del tarot d'Antoine Court de Gébelin per al seu assaig Du Jeu des Tarots, 1781.
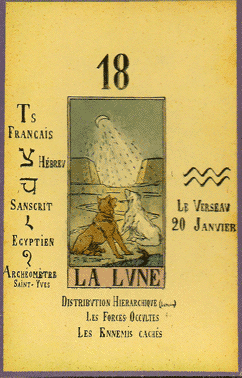
Disseny de l'arcà per al llibre de Papus Le Tarot Divinatoire. Le Livre des Mystères et les Mystères du Livre. Clef du tirage des cartes et des sorts. Avec la reconstitution complète des 78 lames du Tarot Égyptien et de la méthode d'interprétation. Les 22 arcanes majeurs et les 56 arcanes mineurs (1909).